# Sokołowo (powiat golubsko-dobrzyński)
Sokołowo – wieś w Polsce położona w województwie kujawsko-pomorskim, w powiecie golubsko-dobrzyńskim, w gminie Golub-Dobrzyń.

## Podział administracyjny
W okresie II RP istniała gmina Sokołowo. W latach 1975–1998 miejscowość należała administracyjnie do województwa toruńskiego.

## Demografia
Według Narodowego Spisu Powszechnego, w końcu marca 2011 r. wieś liczyła 467 mieszkańców, identycznie jak Sokoligóra. Jest, wraz z Sokoligórą, siódmą co do wielkości miejscowością gminy Golub-Dobrzyń.

## Zabytki
Według rejestru zabytków NID na listę zabytków wpisany jest zespół dworski:
- dwór (dec. pałac), 2 poł. XIX w., nr rej.: A/543 z 15.02.1985
- park, XVIII/XIX w., nr rej.: A/937 z 26.11.1984.